# Flugplatz Frankfurt-Egelsbach

i7
i11
i13
Der Flugplatz Frankfurt-Egelsbach (Markenauftritt Frankfurt-Egelsbach Airport, ICAO-Code: EDFE) ist ein deutscher Verkehrslandeplatz nahe dem Frankfurter Flughafen. Er befindet sich auf 117 m ü. NHN in der Gemarkung der Gemeinden Egelsbach und Erzhausen im Rhein-Main-Gebiet zwischen Frankfurt am Main, Offenbach am Main und Darmstadt.

## Geschichte
Zur Eröffnung im Jahr 1955 gab es nur eine Grasstart- und Landefläche, später eine festgelegte Graspiste. Im Jahre 1956 waren bereits 37.000 Flugbewegungen zu verzeichnen, so dass 1966 eine befestigte Start- und Landebahn gebaut wurde, um etwa 100.000 Flugbewegungen im Jahr abwickeln zu können. In den 1970er Jahren stieg die Zahl der Flugbewegungen auf über 126.000.
Heute repräsentiert der Flugplatz einen wachsenden Gewerbestandort mit rund 25 Unternehmen und circa 700 Beschäftigten und dient als Basis von Polizeihubschraubern der Hessischen Polizei, zahlreichen Luftfahrtunternehmen und luftfahrtaffinen Betrieben, Flugschulen und Vereinen wie dem Frankfurter Verein für Luftfahrt und dem Hessen-Flieger Verein für Luftfahrt 1924 Darmstadt.
Am 3. Juli 2004 wurde nach 15-monatiger Bauzeit die Verlängerung der asphaltierten Start- und Landebahn um 410 m auf insgesamt 1400 m in Betrieb genommen. Die Verlängerung war wegen geänderter europäischer luftverkehrlicher Bestimmungen erforderlich, um den kommerziellen Betrieb für Flugzeuge von bis zu 20 Tonnen Startgewicht aufrechtzuerhalten. Für die Verlängerung musste der Bachlauf des Hegbachs, in dem die geschützte Fischart Groppe lebt, um 700 Meter verlängert werden (im Foto erkennbar). Eine Klage des Bundes für Umwelt und Naturschutz Deutschland (BUND) gegen den Bau wurde ebenso abgewiesen wie Einwendungen von Bürgervereinigungen aus umliegenden Gemeinden wie Erzhausen.
Aufgrund der starken Zunahme von Flugbewegungen mit schnell fliegenden Luftfahrzeugen (High Performance Aircraft) nach 2004 musste der Verkehrsmix aus schnellen und langsamen Flugzeugen entzerrt werden, um Sicherheit und flüssige Verkehrsabläufe weiterhin zu gewährleisten. Seit März 2008 verfügt der Flugplatz als einziger in Deutschland über getrennte Sichtan- und -abflugverfahren für schnelle und langsame Flugzeuge.
Im März 2009 erwarb das Unternehmen NetJets, das der Beteiligungsgesellschaft Berkshire Hathaway von Warren Buffett gehört, 80 % der Anteile an der Hessischen Flugplatz GmbH Egelsbach von den Altgesellschaftern Beteiligungsgesellschaft des Kreises Offenbach (39,22 % Anteile) sowie Stadtwerke Offenbach (33,44 %) und Stadtwerke Langen (6,88 %) Die Gemeinde Egelsbach (11,02 %) und die Stadt Langen (9,44 %) durften aufgrund laufender Bürgerbegehren und nach einer Entscheidung des Hessischen Verwaltungsgerichtshofs in Kassel nicht verkaufen. Am 27. September 2009 fanden in diesen beiden Kommunen Bürgerentscheide statt, in denen sich jeweils eine Mehrheit der Wahlberechtigten gegen den Verkauf aussprach. Nach vier einseitig von NetJets bestrittenen Kapitalerhöhungen sanken die kommunalen Anteile auf zusammen 12,27 % (Egelsbach 6,61 %, Langen 5,66 %).
Zum Jahreswechsel 2019/2020 verkaufte NetJets seine Anteile am Flugplatz Egelsbach an das Immobilienunternehmen Triwo, das noch drei weitere Flugplätze betreibt: die Sonderlandeplätze Zweibrücken, Mendig und den  Sonderflughafen Oberpfaffenhofen. Auch unter der Leitung von Triwo soll die beantragte Einrichtung eines Instrumentenanflugverfahrens weiter verfolgt werden.
Mit Erscheinen der ICAO-Karte 1:500.000 zum 31. März 2016 wurde der Sektor Luftraum D (CTR) in eine RMZ (Radio Mandatory Zone), TMZ (Transponder Mandatory Zone) und ATZ (Aerodrome Traffic Zone) umgewandelt, um der Durchführungsverordnung (EU) Nr. 923/2012 (SERA) Rechnung zu tragen.

## Zwischenfälle
Zwischen 1973 und 2019 erfasste die Bundesstelle für Flugunfalluntersuchung (BFU) im Zusammenhang mit dem Flugplatz Egelsbach 95 Unfälle und zwei Beinahe-Unfälle („schwere Störungen“).
- Am 19. Juni 2009 gewann die mit Flugschüler und Fluglehrer besetzte einmotorige Piper PA-18 (Luftfahrzeugkennzeichen D-ESKS) nach dem Start nur wenig Höhe und kippte bei einem Notlandeversuch aus geringer Höhe über dem benachbarten Erzhäuser Sportplatz ab.[9] Während der Flugschüler mit leichten Verletzungen davon kam, musste der Fluglehrer schwer verletzt mit einem Rettungshubschrauber in eine Klinik geflogen werden.[10]  Die Maschine wurde zerstört.[11]

- Am 7. Dezember 2009 um 16:16 Uhr Ortszeit (acht Minuten vor Sonnenuntergang) wurde ein zweimotoriges Turbopropflugzeug des Typs Beechcraft F90 King Air (Kennzeichen D-IDVK) während des Anflugs durch eine Nebelbank etwa 3200 Meter vor der Landebahn 27 mit hoher Geschwindigkeit in den Boden geflogen. Alle drei Insassen wurden getötet. Die Maschine wurde zerstört. Anscheinend war die Leistungsfähigkeit des Piloten durch Alkohol und Medikamente eingeschränkt.[12]

- Am 18. Juni 2010 um 12:41 Uhr kippte eine einmotorige Aquila AT01 (Kennzeichen D-EHLE) während des Durchstartvorgangs nach rechts ab und stürzte etwa 180 Meter hinter der Landebahn 09 auf ein Feld. Der Pilot konnte kurz nach dem Absturz von der Besatzung eines Hubschraubers schwer verletzt aus dem Wrack gerettet werden, der Passagier verstarb an der Unfallstelle.[13][14]

- Am 1. März 2012 um 18:58 Uhr wurde ein zweistrahliges Geschäftsreiseflugzeug des Typs Cessna Citation X (Kennzeichen N288CX) während eines Nachtanflugs bei schlechter Sicht etwa vier Kilometer vor der Landebahn 27 in den Boden geflogen. Alle fünf Insassen wurden getötet. Die Maschine wurde zerstört (siehe auch: Flugunfall einer Cessna Citation 750 bei Egelsbach).[15]

- Am 30. Juni 2015 um 10:42 Uhr stürzte ein Kleinflugzeug des Typs DA 20 Katana (Kennzeichen D-EAGQ) während des Durchstartvorgangs auf die Bahnstrecke Frankfurt am Main–Heidelberg (Lage). Das Flugzeug kollidierte beim Absturz mit dem vierten Wagen des vorbeifahrenden Güterzuges. In der Folge wurde die Oberleitung auf über 400 m Länge beschädigt. Der 64-jährige Flugzeugführer wurde schwer verletzt, seine 65 Jahre alte Frau starb bei dem Unfall (siehe auch: Eisenbahnunfall von Egelsbach). Zwölf Jahre zuvor hatte es an der gleichen Stelle einen ähnlichen Unfall während eines Anflugs bei Dunkelheit gegeben, bei dem der Pilot leicht verletzt wurde.[16][17][18][19]

- Am 9. Juli 2017 um 09:59 Uhr stürzte eine Reims-Cessna F150L (Kennzeichen D-EEYP) in ein an den Flugplatz angrenzendes Waldstück, nachdem die 59-jährige Pilotin während des Starts einen Leistungsmangel des Motors bemerkt hatte. Die Pilotin war die einzige Person an Bord und wurde schwer verletzt. Das Flugzeug wurde durch den Unfall schwer beschädigt.[20][21]

- Am 31. März 2019 um 15:30 Uhr stürzte eine Epic LT (Kennzeichen RA-2151G) beim Landeanflug in ein nahegelegenes Spargelfeld. Das Flugzeug brannte aus und wurde vollständig zerstört. Der Pilot und zwei Passagiere kamen ums Leben  (siehe auch Flugunfall der Epic LT RA-2151G am 31. März 2019).[22]

## Flugbewegungen

Flugbewegungen von 2010–2020

Im Jahr 2020 fanden am Flugplatz rund 75.000 Flugbewegungen statt, die ungefähr zu gleichen Teilen auf gewerbliche und nicht-gewerbliche Flüge entfielen. Die Zahl der Flugbewegungen blieb in den vorhergehenden zehn Jahren relativ konstant.
|                                | 2010   | 2011   | 2012   | 2013   | 2014   | 2015   | 2016   | 2017   | 2018   | 2019   | 2020   | 2021   |
| ------------------------------ | ------ | ------ | ------ | ------ | ------ | ------ | ------ | ------ | ------ | ------ | ------ | ------ |
| Klasse A (über 20 t)           | 4      | 14     | 4      | 4      | 6      | 8      | 4      | 4      | 0      | 0      | 0      | 0      |
| Klasse B (von 14 t bis 20 t)   | 34     | 48     | 16     | 8      | 14     | 4      | 8      | 2      | 6      | 0      | 0      | 2      |
| Klasse C (von 5,7 bis 14 t)    | 984    | 1.230  | 850    | 867    | 879    | 770    | 527    | 528    | 400    | 385    | 278    | 354    |
| Klasse E (einmotorig bis 2 t)  | 47.230 | 51.540 | 51.000 | 52.042 | 54.125 | 57.006 | 54.845 | 55.016 | 57.339 | 61.251 | 60.594 | 66.338 |
| Klasse F, I (von 2 bis 5,7 t)  | 1.881  | 2.040  | 1.862  | 1.399  | 1.432  | 1.223  | 1.100  | 1.263  | 1.403  | 1.235  | 1.512  | 2.059  |
| Klasse G (mehrmotorig bis 2 t) | 1.051  | 974    | 1.244  | 1.329  | 1.844  | 2.069  | 1.982  | 1.911  | 1.723  | 1.563  | 1.567  | 1.603  |
| Klasse H (Hubschrauber)        | 14.341 | 15.745 | 11.792 | 9.355  | 9.735  | 10.409 | 11.656 | 10.110 | 9.216  | 9.888  | 10.879 | 10.428 |
| Sonstige                       | 363    | 366    | 256    | 221    | 296    | 527    | 440    | 427    | 564    | 381    | 347    | 248    |
| Gesamt                         | 65.888 | 71.957 | 67.024 | 65.225 | 68.331 | 72.016 | 70.562 | 69.261 | 70.651 | 74.703 | 75.177 | 81.032 |

## Galerie

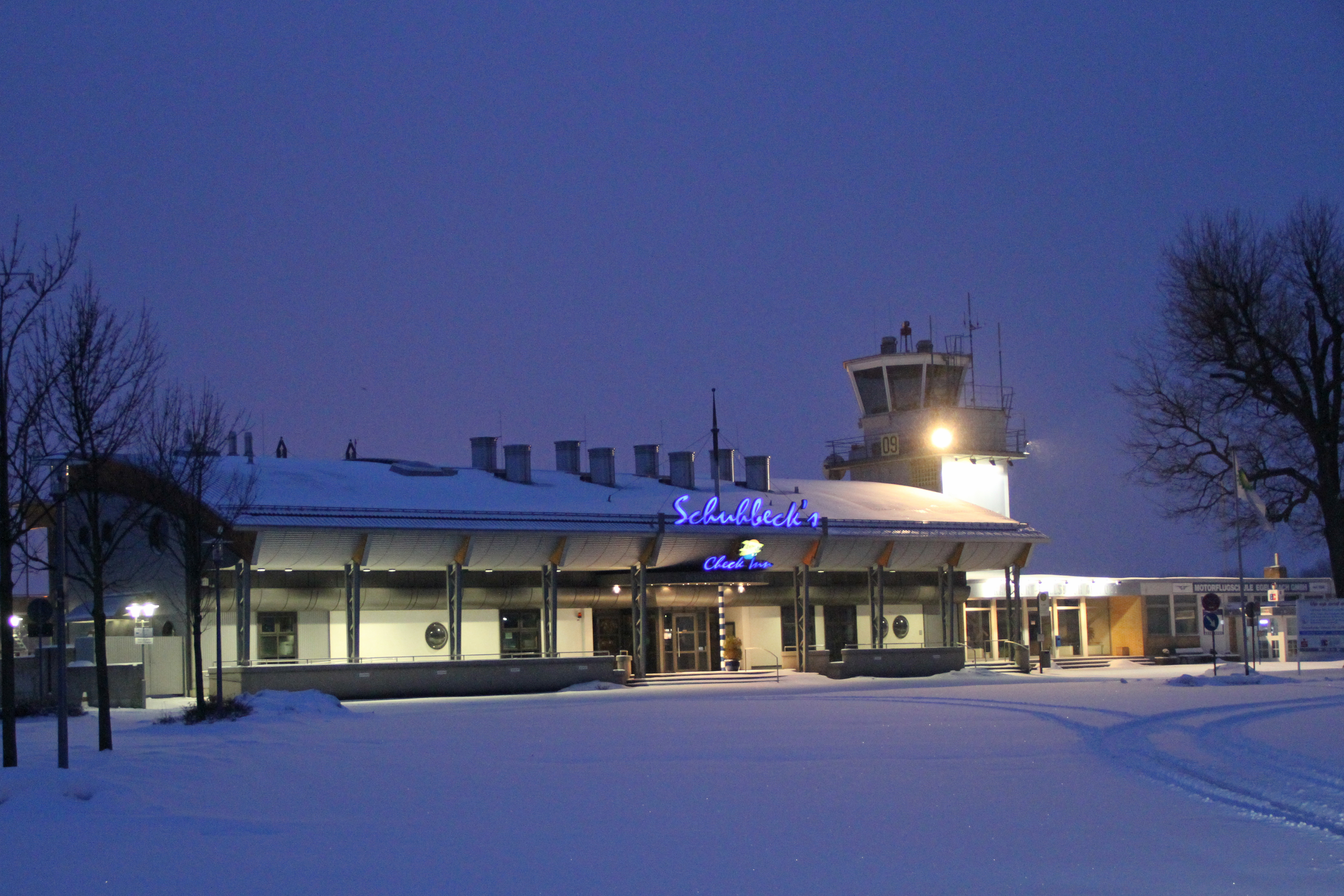
Außenansicht des Flugplatzes mit Tower
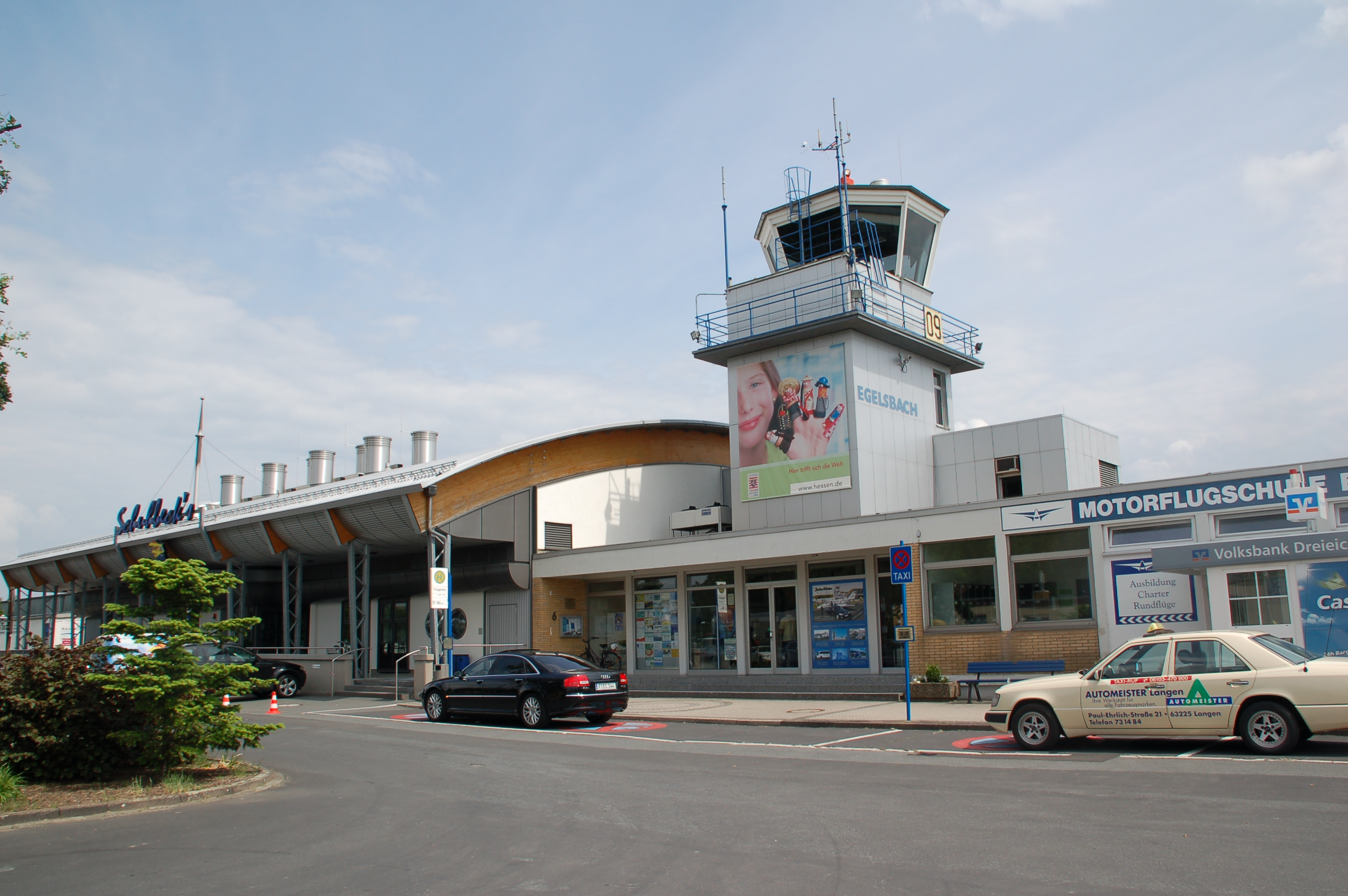
Außenansicht des Flugplatzes mit Tower
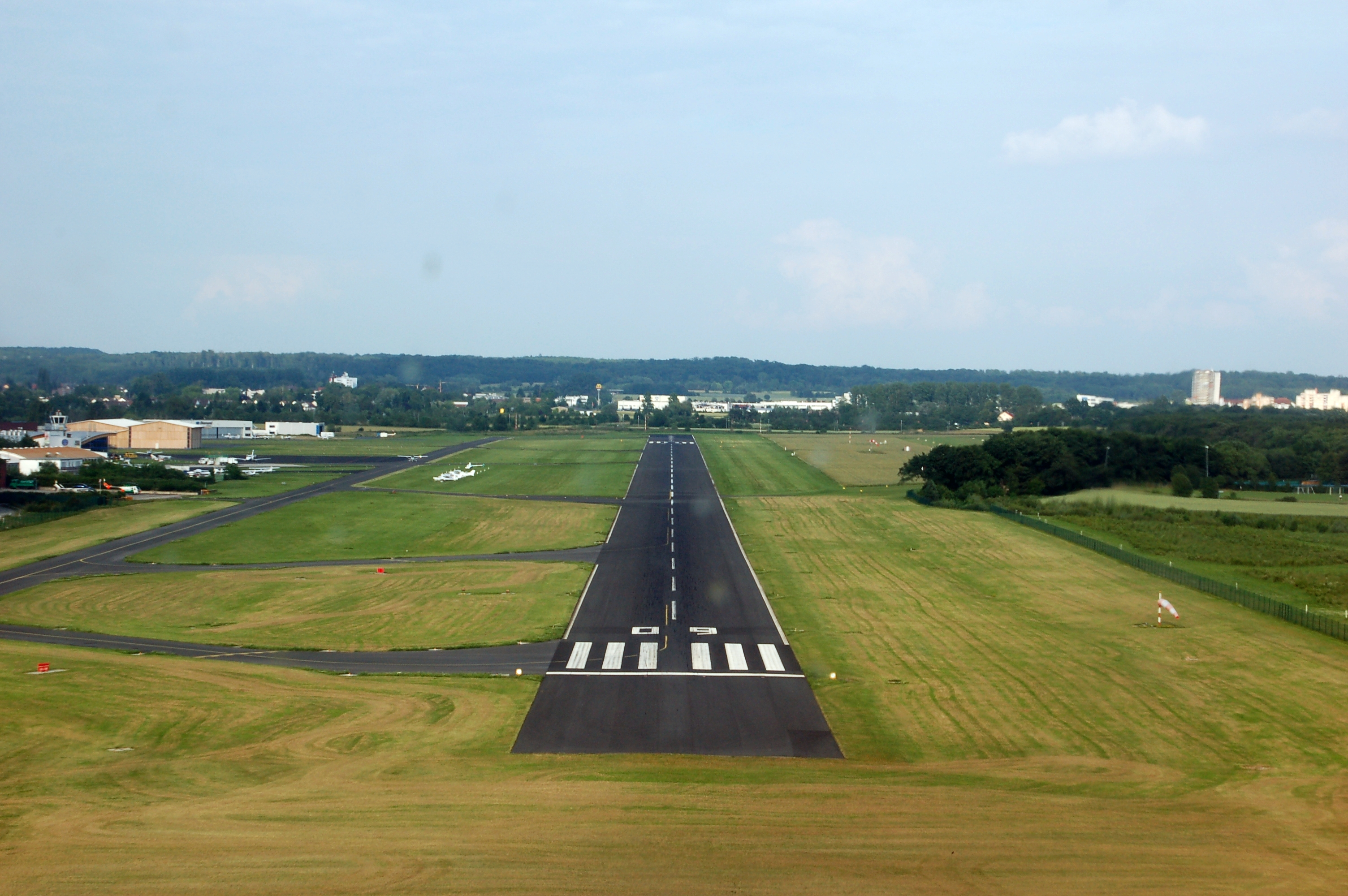
Start- und Landebahn (am linken Bildrand ist das Flugplatzgebäude zu erkennen)
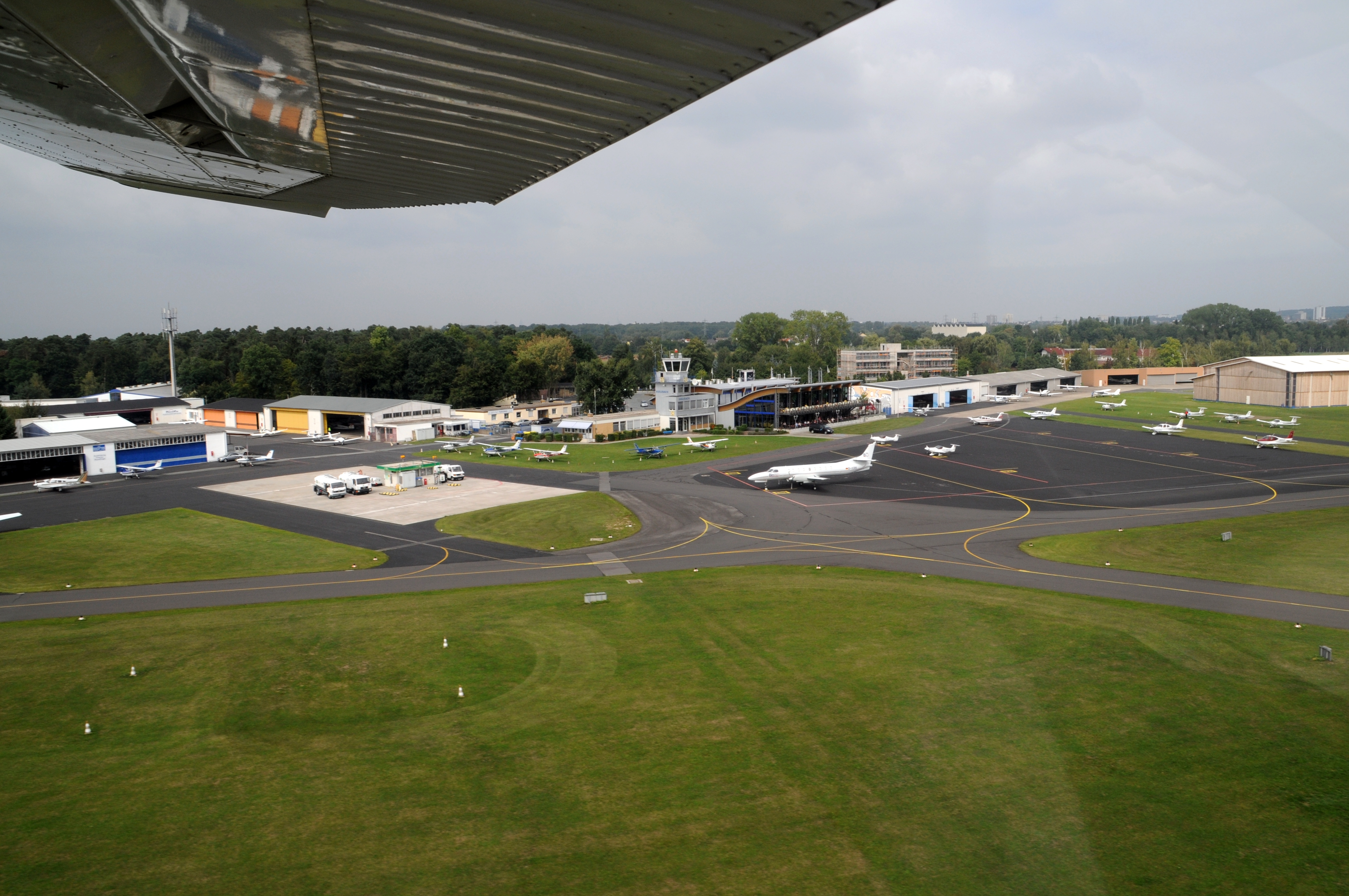
Flugplatzgebäude